# 신플라톤주의
신플라톤주의(Neoplatonism)는 3세기 이후, 플로티노스의 《엔네아데스》를 기초로 전개해 오는 사상 체계로서 플라톤·아리스토텔레스·스토아 학파 등 고대 여러 학파의 사상을 종합화하기 위해 성립한 것이라 볼 수 있다. 기본적으로는 이데아계-현상계(現象界)라고 하는 플라톤적 양분론을 계승하고 있으며, 특히 전자를 세분화하여 전 존재를 계층적으로 파악하려고 하는 것이 특색이다. 그러나, 이데아계와 현상계가 독립적으로 나눠져있다는 이원론적 세계관은 많이 희석된 상태로 존재하며, 《엔네아데스》의 규정성에 따라 일자(一者)에 의한 일원론적 세계관을 강조한다는 점에서 이전의 플라톤주의와 구분된다고 할 수 있다.
신플라톤주의의 학파로서의 존재는 529년 유스티니아누스 대제에 의한 이교도(異敎徒)의 학원폐쇄령과 함께 막을 내리지만, 사상 자체는 중세·근세의 철학에 커다란 영향을 미치게 된다. 르네상스시대에 있어 플라톤주의 부흥이라 일컬어지는 것과 근세 말기 과학적 방법론 도입에 관한 실제 내용은 신플라톤주의 색채를 진하게 갖는 것이다.
신플라톤주의는 중동 및 소아시아 지역에 걸쳐 존재했던 고대 그리스 철학을 일원론적 통일성에 기반하여 해석했다. 마음·정신·물질을 이해하는 측면에서 신플라톤주의 사상가들은 물질과 정신이 일자(一者) 파생의 만유이자, 그 구성물이라는 논리를 전개한 것으로 유명하다.
어떠한 사상이 신플라톤주의에 기반하였는지 평가하기 위해서는 해당 사상이 일원론·이원론·다원론 중 어느 입장을 옹호하느냐, 그리고 현상을 해석하는 단 하나의 무한적·우월적 개념을 사용하느냐, 사용하지 않느냐로 파악해야 할 것이다. 또한, 신플라톤주의 사상은 기독교 신학 이론에 커다란 영향을 주었으나, 대부분의 초기 신플라톤주의자들은 신에 대한 능동주의적 해석 및 인격신 개념을 철저히 부정하였으며, 기본적으로 범신론 사상을 갖고 있었다. 그러나, 후기 신플라톤주의 이후부터는 스토아학파적 사고관이 점점 배제되고 신에 대한 능동주의적 해석이 증가해감에 따라 그리스 신화의 인격신을 수호하는 전형적인 밀교적 철학으로 나아가게 되었다.

## 역사
학파의 역사적 발전과정을 살펴 보면, 학조(學祖) 플로티노스에서 제2대 학두 포르피리오스를 거쳐 이암블리코스(4세기 중엽)까지는 로마에 그 중심을 두고 있었으나, 그 후에 아테네와 알렉산드리아 등지의 동방세계로 중심이 옮겨졌다.
특히 전자의 경우, 그 곳에 존속하던 플라톤의 사상을 계승하는 아카데미아가 그대로 신플라톤학파의 학원(學園)화가 되었다. 아테네를 중심으로 하는 그룹의 학풍은 프로클로스(410-485, <신학원리>나 플라톤의 주해서를 다수 저술했다), 시리아누스, 다마스키오스, 심플리키오스로 계승되어 갔다. 알렉산드리아를 중심으로 하는 그룹은 여성 철학자들이었으며 그리스도교도에 의해 학살된 히파티아, 시네시오스등에 의해 4-5세기에 걸쳐서 활발한 활동을 벌였다.
다른 한편, 서방 세계에서도 신플라톤주의의 사상적 조류가 완전히 사라진 것은 아니고 마크로비우스(400년경의 사람. 신플라톤주의의 관점에서 키케로의 <공화정에 관하여>에 수록되어 있는 <스키피오의 꿈>을 해석하였다), 마르티아누스 카펠라, 칼키디우스(플라톤의 <티마이오스>를 라틴어로 번역, 주해를 거쳐 등장하였다) 등의 인물들이 4-5세기에 걸쳐 등장하여 그 사상적 흐름을 이어갔다. 다만 그들의 움직임이 동방의 경우와 달리 구조화된 학파를 형성한 것은 아니었으나 서방 세계에서 기독교와 점차 결합되어 갔다. 이에 대해 동방의 경우 쇠퇴 일로에 있던 이교(異敎)에 대해 이론적 지주를 주려는 경향이 엿보였으며, 이교의 제신(諸神)이나 신화를 플로티노스의 사상 체계 속에 엮어 넣어 재해석하려는 의도를 보이며 신비주의적 경향을 심화시켜 나갔다.

## 사상
플로티노스를 예로 들면 신플라톤주의는 대체로 다음과 같다. 우주에 존재하는 세계를 이데아계와 현상계로 2분(二分)한다. 그리고 이데아계는 '1자(一者)'(토·헨), '누스'(지성 내지 정신), '프시케'(영혼)의 3원리(三原理)로 설정된다. 이 '1자'에 관해서는 '선(善)한 것' '단순한 것' '자족적(自足的)인 것' 등 갖가지 표현이 사용되고 있으나 그것은 명확한 규정이 불가능한 것이며 단지 "그 무엇이 아닌가"라고 하는 부정적인 형태로밖에 표현할 수 없는 온갖 존재의 궁극적(究極的) 원리라고 되어 있다.
이같은 '1자'의 발상은 일괄적으로 규정하기 어려운 다양한 형태의 현실계의 이면에는 파편적이며 불규칙적으로 보이는 현상들을 합리적인 이성에 의해 보편적인 법칙을 이끌어내는 '1'('多'에 대한 '1')이 없어서는 안된다는 전제에서 나온 것이다.
이러한 3원리는 각각 독립된 실체가 아니라 '1자'로부터 유출(流出)되어(에마나티오) 생겨난 것으로서 그 움직임이 연속적이고 복합적인 형태로 포착되고 있다('一者'→'누스'→'프시케'). 즉, 불(火)은 열(熱)을, 얼음(氷)은 냉(冷)을 발산하고, 인간이 아이를 낳는 것과 같이 물건(物)은 성숙하고 충실해지면 자기와 동형(同形)의 물건을 산출하려고 하는데 이와 마찬가지로 완전히 충실해진 '일자(一者)'로부터 '누스', 다시 '누스'에서 '프시케'가 산출된다고 하는 것이다. 그리고 '프시케'에는 '이데아계'(英智界)와 그 그림자인 '현상계'를 연결하고 양자를 매개하는 기능이 있다. 또 이와 같은 '일자'로 부터의 산출·유출과 동시에 우주만물이 일자로의 환귀(還歸) 과정이 고려되고 있는 것이다.
그의 이러한 체계는 플라톤적인 '이데아계(英智界)'에 아리스토텔레스적인 운동·생성(生成)의 견해와 스토아적인 통일된 하나의 생명체·유기체로서의 우주를 보려고 하는 관점 등을 도입하여, 그렇게 함으로써 플라톤적 2원론(二元論)이 갖는 모순(상호간에 따로 존재하는 '이데아계'와 '현상계'를 어떻게 결합하여 관련을 맺게 할 것인가)의 한 가지 해결책으로서 의미를 갖는 것이라 생각되었다. 또 '1자' '누스' '프시케'의 3원리는 인간의 의식 내 사고(思考)의 반영(反映) 내지 산물로 생각되고 있다. 즉 현상계의 다양성이 의식 내에 있어서 논리적으로 정리되어 가는 단계를 3원리는 표시하고 있는 것이다. 이런 의미에서 3원리는 초월적인 동시에 내재적(內在的)이라고 할 수 있다. 그는 결국 이와 같은 체계를 구상함으로써 초월적 절대자와 유한적 존재인 인간의 신비적 합일을 의도하였던 것이다. 그러나 그 후 3원리는 초월적인 실체로서 생각하게 되어 절대자('토·헨', 그 밖에 갖가지 명칭으로 불린다)를 정점으로 하는 존재의 계층단계를 표시하는 것으로 되었다.

## 차이

### 그리스도교
신인동형적 논리와, 신에 의한 능동적 창조 원리를 강조하는 기독교는 세상만물이 신에 의한 능동적 창조 과정에 따라 태어났으며, 제일 근원적으로 보이는 원리도 신에 귀속시킨다. 반면 신플라톤주의는 제일 근원적으로 보이는 원리가 바로 신이며, 세상만물의 움직임과 구성은 그것 자체가 가진 자기원인적 힘의 발현이라고 본다. 따라서 기독교는 근본적이라 여겨지는 원리 위에 신에 의한 능동적 창조 과정을 설명하기 위해 지적 설계라는 함정에 빠질 수 있는 반면 신플라톤주의는 자연법칙 및 그것을 관통하는 절대계의 논리 구조는 그것 자체로 자기원인적이라고 하기에 지적 설계의 함정에 빠지지 않으며, 지적 설계를 주장하지 않는다.
또한 자유의지와 인간성에 관한 관점도 역시 다르다. 기독교의 원죄론은 인간을 본래 악한 존재로 규정하고 있으며, 동시에 인간은 신에게 자유의지를 선물받았기에 어떠한 제약도 없이 스스로에게 책임성을 부여하는 자유의지를 누릴 수 있다고 본다. 반면 신플라톤주의 사상은 하강성(prohodos)의 산물인 질료적 존재가 인간이며, 상승성(epistrophe)을 이루지 못 하는 것이 악(惡)일 뿐, 인간 자체가 악한 것이 아니며 그것은 어떻게 행동하느냐에 따라 달렸다고 보았다. 동시에 신플라톤주의자들은 자유의지는 상승성의 과정에서만 제한적으로 나타나는 것이라고 하였다.

### 스토아주의
신플라톤주의는 본래 스토아주의적 사고에 강한 영향을 받은 만큼 스토아주의와 상당한 유사성을 보이고 있다. 특히, 이성(理性)에 대한 체계적 관점과 일원론적 사고 및 최고 원리 인식에 관한 실천지(phronesis)를 중시한다는 점에서 스토아주의와 같으며, 정신(nous)에 관한 언표불가능성과 더불어 그것에 관해 언어성을 초월한 근원적 논리 구조를 갖는다고 보기에 이 역시 스토아주의와 상당히 유사하다. 그러나 그럼에도 불구하고 몇 가지 차이점이 존재한다. 로고스에 대한 유물론적 관점인 스토아주의는 절대계를 구성하는 형태의 논리 구조에 공간성을 부여하는 반면, 신플라톤주의는 절대계의 그것이 질료를 구성하는 시간성, 공간성은 물론이고 어떠한 동질적인 성격조차 갖지 않는다는 논리를 내세운다. 이성적 사유 내에서 명증되지 않는 '체험'에 관해, 스토아주의자들은 그저 현상적 인지 및 경험일 뿐이라는 입장으로 나아갔으나, 신플라톤주의자들은 그 어떠한 이성적 설명으로 제공될 수 있는 체험을 중시하는 쪽으로 나아갔고 이는 신플라톤주의가 후기로 접어들수록 신비주의적 요소가 강해지는 이유가 되었다.

## 같이 보기
- 플라톤의 우화 해석
- 바뤼흐 스피노자
- 반그리스화
- 일원론
- 내재신론
- 범신론
- 소요학파

## 참고 문헌
- 이 문서에는 다음커뮤니케이션(현 카카오)에서 GFDL 또는 CC-SA 라이선스로 배포한 글로벌 세계대백과사전의 내용을 기초로 작성된 글이 포함되어 있습니다.